# 達西·湯普森動物學博物館
達西·湯普森動物學博物館（英語：D'Arcy Thompson Zoology Museum）是一座位於蘇格蘭鄧迪大學內的動物學博物馆，於1880年代創辦，其名稱取命自創辦人达西·汤普森。博物館收藏了來自世界各地的鳥類、魚類、昆蟲、哺乳动物和爬蟲類標本，以及一些達西·湯普森自己的模型和教學材料。博物館的其中27個標本來自1872至1876年挑戰號的航行。
博物館亦有藝術展品，包括安迪·洛马斯的数字艺术展品，該展品啟發自達西·湯普森1917年的著作生長與形態。

## 外部連結
- 博物館網頁 （页面存档备份，存于）